# Suzan Kahramaner
Suzan Kahramaner (Istanbul, Imperi Otomà, 21 de maig de 1913 - Istanbul, Turquia, 22 de febrer de 2006) va ser una de les primeres matemàtiques turques.
Nascuda a Üsküdar, filla del Dr. Rıfkı Osman Bey i Müzeyyen Hanım, va cursar els estudis primaris a l'escola bàsica de Moda entre el 1919 i el 1924. Després de graduar-se al Liceu Notre Dame de Sion d'Istanbul, Kahramaner va cursar estudis de matemàtiques al Departament de Física i Matemàtiques de la Facultat de Ciències de la Universitat d'Istanbul, on va entrar el 1934 i va graduar-se l'any 1939. La seva tesi de doctorat és sobre "Qüestions i factors en la teoria de nombres complexos". Des de 1968 va ser professora universitària.
La Universitat de la Llum (Işık Üniversitesi) d'Istanbul va organitzar un simposi internacional l'agost de 2013 per commemorar el 100è aniversari del naixement de Kahramaner.